# 沙马什·舒姆·乌金
沙马什·舒姆·乌金（英語：Shamash-shum-ukin），（？—前648年）（公元前668年—公元前648年在位）。亚述人所拥立的巴比伦第九王朝的国王之一。为以撒哈顿之子，亚述国王亚述巴尼拔之弟。曾纠合阿拉伯各部族发动叛乱，进攻亚述巴尼拔。公元前648年，沙馬什·舒姆·烏金被圍困於巴比伦城裡，他纵火自尽，连同宫殿、财宝和姬妾一起付之一炬。